# Philips
Philips, estilizado como PHILIPS, (Euronext: PHI, NYSE: PHG, B3: PHGN34), também denominada como Koninklijke Philips, é uma empresa holandesa com produtos voltados à tecnologia e produtos de consumo e estilo de vida. A empresa foi fundada na cidade de Eindhoven tendo sua sede posteriormente transferida para Amesterdã, ambas nos Países Baixos.

## História

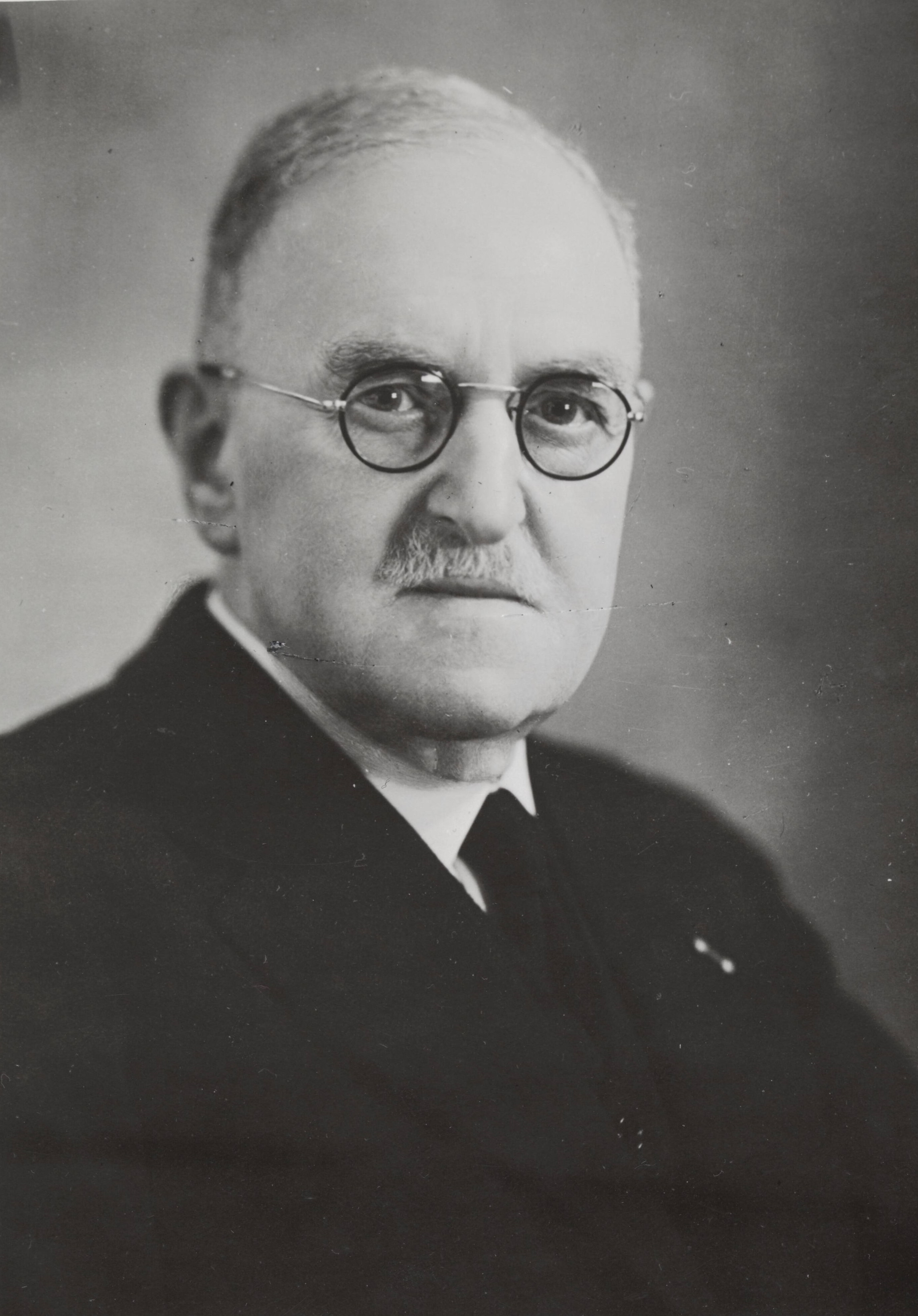
Gerard Philips.

Os alicerces daquela que viria a tornar-se uma das maiores empresas de eletrônica de todo o mundo foram lançados em Eindhoven, nos Países Baixos, em 1891 por Gerard Philips e seu pai Frederik Philips. Frederik, banqueiro de Zaltbommel, financiou a compra e a instalação de um prédio de fábrica vazio em Eindhoven, onde a empresa iniciou a produção de lâmpadas de filamento de carbono e outros produtos eletro-técnicos em 1892.
Com o desenvolvimento das novas tecnologias de iluminação e incentivo de pesquisa destinado a estudar fenômenos físicos e químicos e ao estimular a inovação dos produtos tornou os seus primeiros anos difíceis e quase a levaram à falência.
Em 1895 os Philips trouxeram Anton, irmão mais novo de Gerard, que embora tivesse se formado em engenharia, Anton começou a trabalhar como representante de vendas; logo, no entanto, ele começou a contribuir com muitas idéias importantes de negócios. Com a chegada de Anton, os negócios da família começaram a se expandir rapidamente, resultando na fundação da Philips Metaalgloeilampfabriek NV (Philips Metal Filament Lamp Factory Ltd.) em Eindhoven em 1908, seguida em 1912, pela fundação da Philips Gloeilampenfabrieken NV (Philips Lightbulb Factories Ltd .). Depois que Gerard e Anton Philips mudaram seus negócios de família, fundando a empresa Philips, eles lançaram as bases para a multinacional de eletrônicos mais tarde.

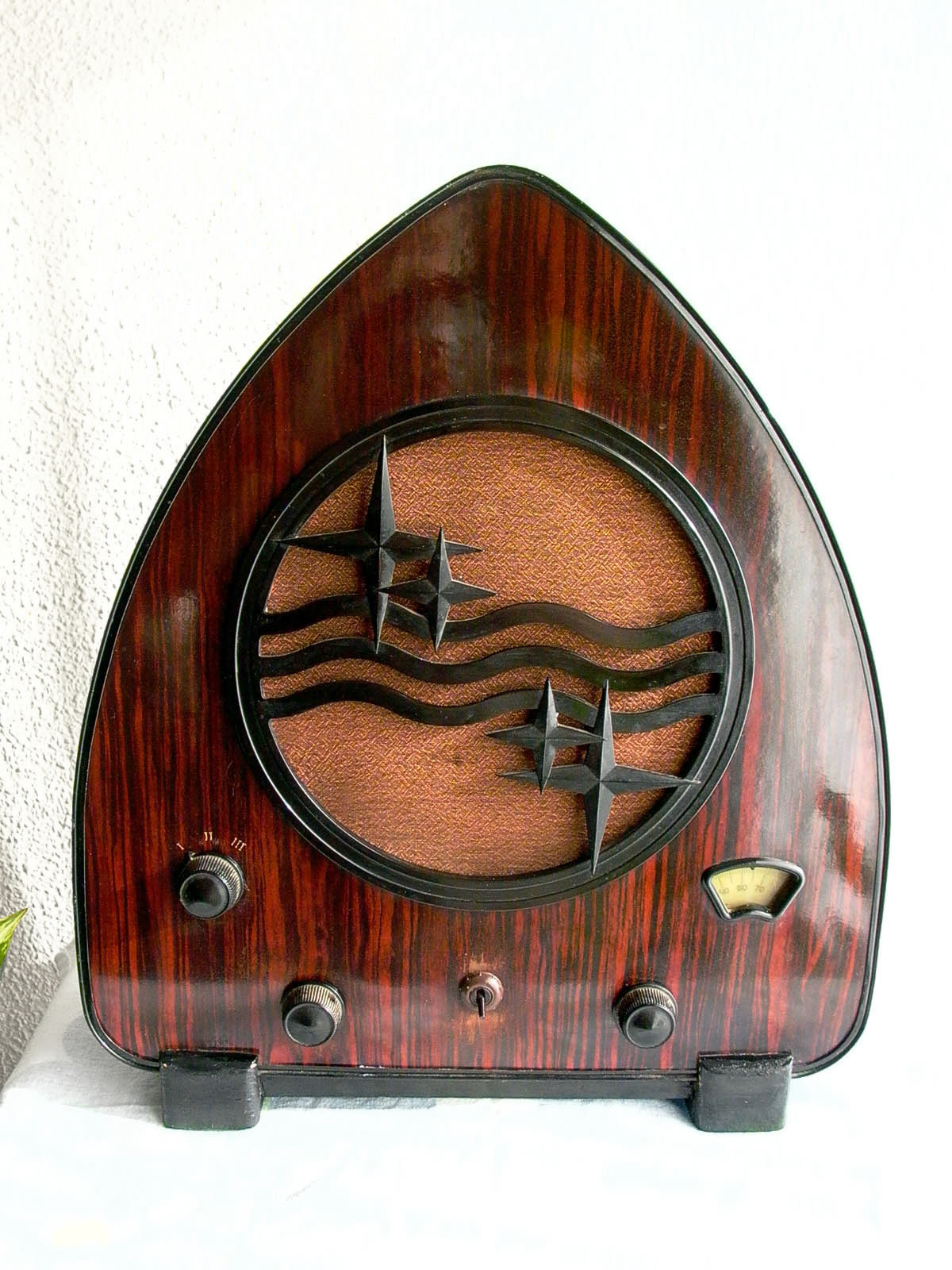
Rádio Philips de 1931.

Já tinham sido criadas empresas de marketing nos Estados Unidos e na França, antes da Primeira Guerra Mundial, assim como na Bélgica, em 1919. Na década de 1920, assistiu-se a uma explosão no número de empresas desta área.
Nessa altura, a Philips começou a proteger suas inovações com patentes em áreas como os raios-X e a recepção de rádio, fato que marcou o início da diversificação da sua gama de produtos. Tendo introduzido um tubo de raios-X em 1918, a Philips envolveu-se nas primeiras experiências de televisão em 1925.
Começou a produzir rádios em 1927 e, em 1932, já tinha atingido 1 000 000 de unidades vendidas. Um ano mais tarde, a produção de válvulas de rádio chegou aos 100 000 000, tendo também iniciado a produção de equipamento médico de raios-X nos Estados Unidos.

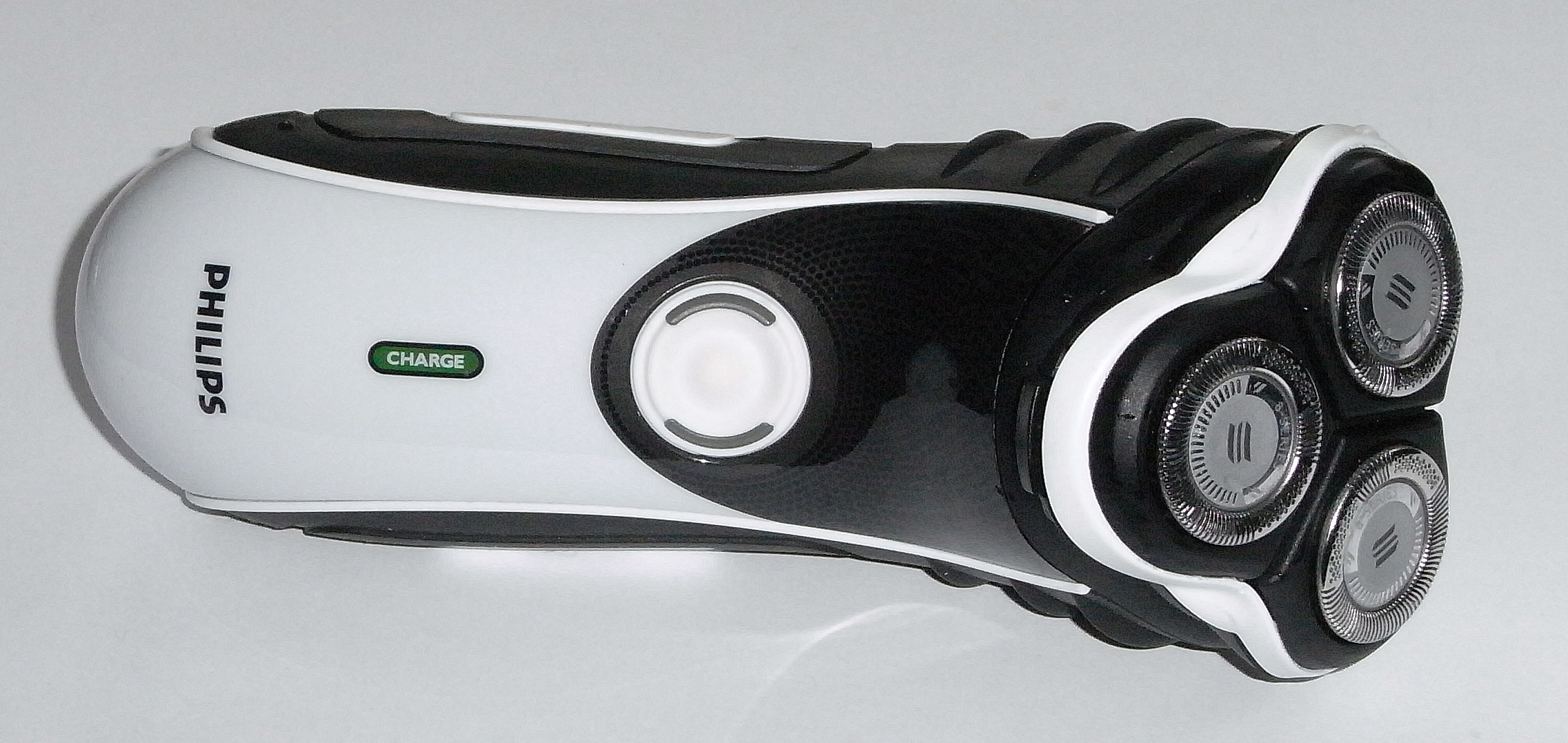
Barbeador Philips

O primeiro barbeador elétrico da Philips foi lançado em 1939, momento em que a empresa já tinha 45 000 empregados em todo o mundo e um volume de vendas de 152 000 000 de florins. A ciência e a tecnologia sofreram uma enorme evolução nas décadas de 1940 e 1950, tendo a divisão de Pesquisa da Philips inventado as cabeças rotativas que conduziram ao desenvolvimento do barbeador elétrico Philishave, dando início a um extenso trabalho que, hoje, inclui o desenvolvimento dos transistores e circuitos integrados.
Nos anos 1960, estes progressos deram origem a importantes descobertas, tais como os CCDs (charge-coupled devices – dispositivos para acoplamento de cargas) e LOCOS (local oxidation of silicon - oxidação local de silício).
A Philips também teve uma contribuição muito importante no desenvolvimento da gravação, transmissão e reprodução de imagens televisivas, tendo o seu trabalho na área da pesquisa conduzido ao desenvolvimento do tubo de câmara de tevê Plumbicon, bem como ao aperfeiçoamento das substâncias fosforescentes destinadas a permitir imagem de melhor qualidade. Em 1963, introduziu o cassete de áudio compacto e, em 1965, produziu os seus primeiros circuitos integrados.
Ao longo da década de 1970, continuaram a ser apresentados novos produtos e ideias de grande relevância. A pesquisa na área da iluminação contribuiu para o aparecimento das novas lâmpadas PL e SL, que se destacam pela economia de energia. Ao mesmo tempo, o Philips Research lançou outras importantes novidades no processamento, armazenamento e transmissão de imagens, som e dados. Isso levou às invenções do disco óptico LaserVision, do CD e dos sistemas ópticos de telecomunicações.
Em 1972, a Philips criou a gravadora Polygram. Em 1974, adquiriu a Magnavox e em 1975 a Signetic, nos Estados Unidos. Nos anos 1980, as aquisições incluíram a empresa televisiva GTE Sylvania e a empresa de lâmpadas Westinghouse.
Em 1983, a empresa fixou um marco tecnológico: a criação do CD. Outros marcos de referência foram, em 1984, os 100 milhões de unidades de televisores Philips produzidos e, em 1985, os 300 milhões de aparelhos elétricos de barbear Philishave.
A década de 1990 trouxe alterações significativas para a Philips. A empresa levou a cabo um importante programa de reestruturação, com o objetivo de reconquistar uma posição forte.
A partir de 2014 a empresa dá início a uma remodelação estrutural, passando pela venda de seus departamentos de áudio e vídeo e de iluminação. Assim, a empresa focará apenas na produção de produtos de bem-estar e tecnologia médica.

## Cronologia

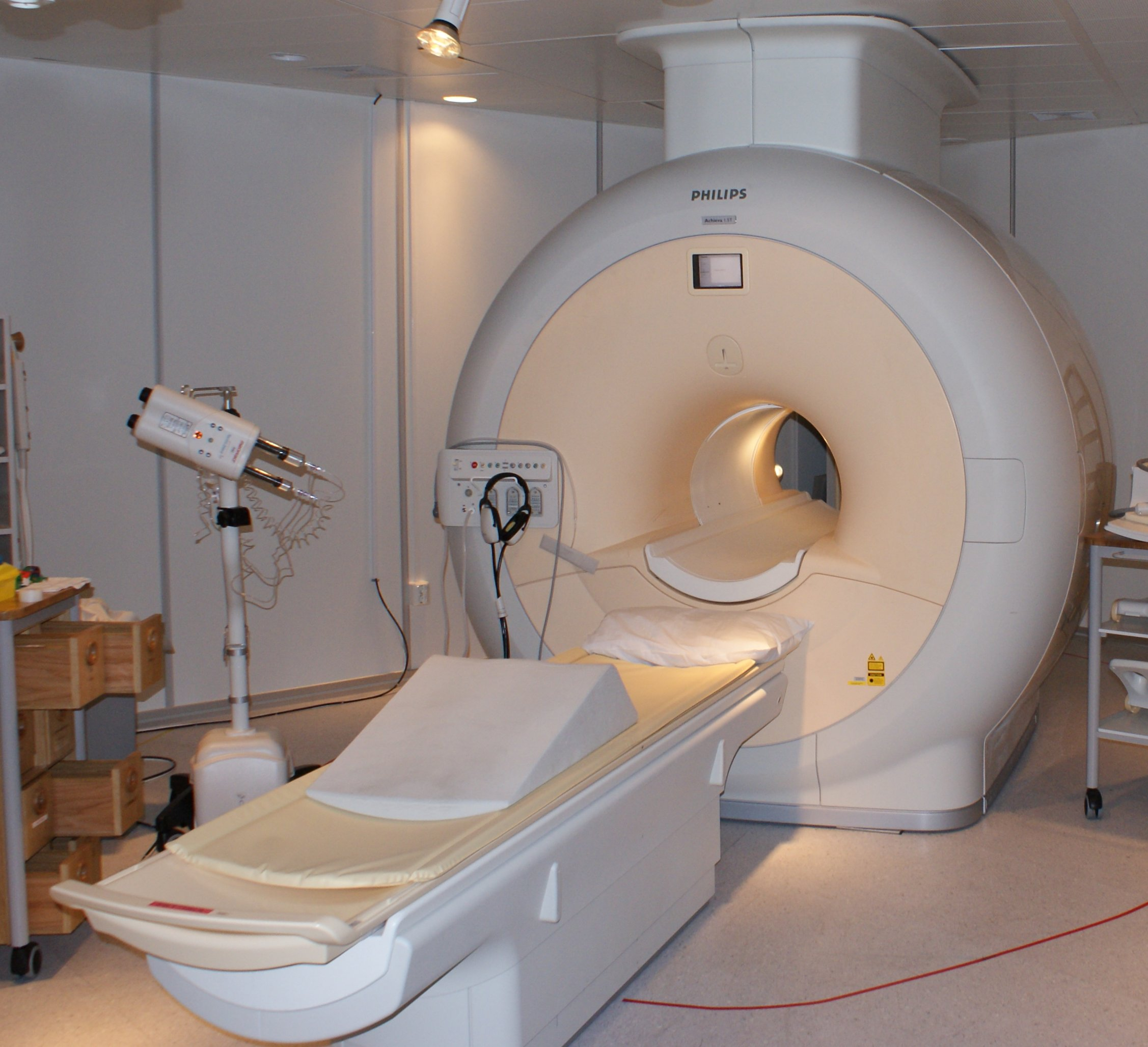
Máquina de imagem por ressonância magnética da Philips

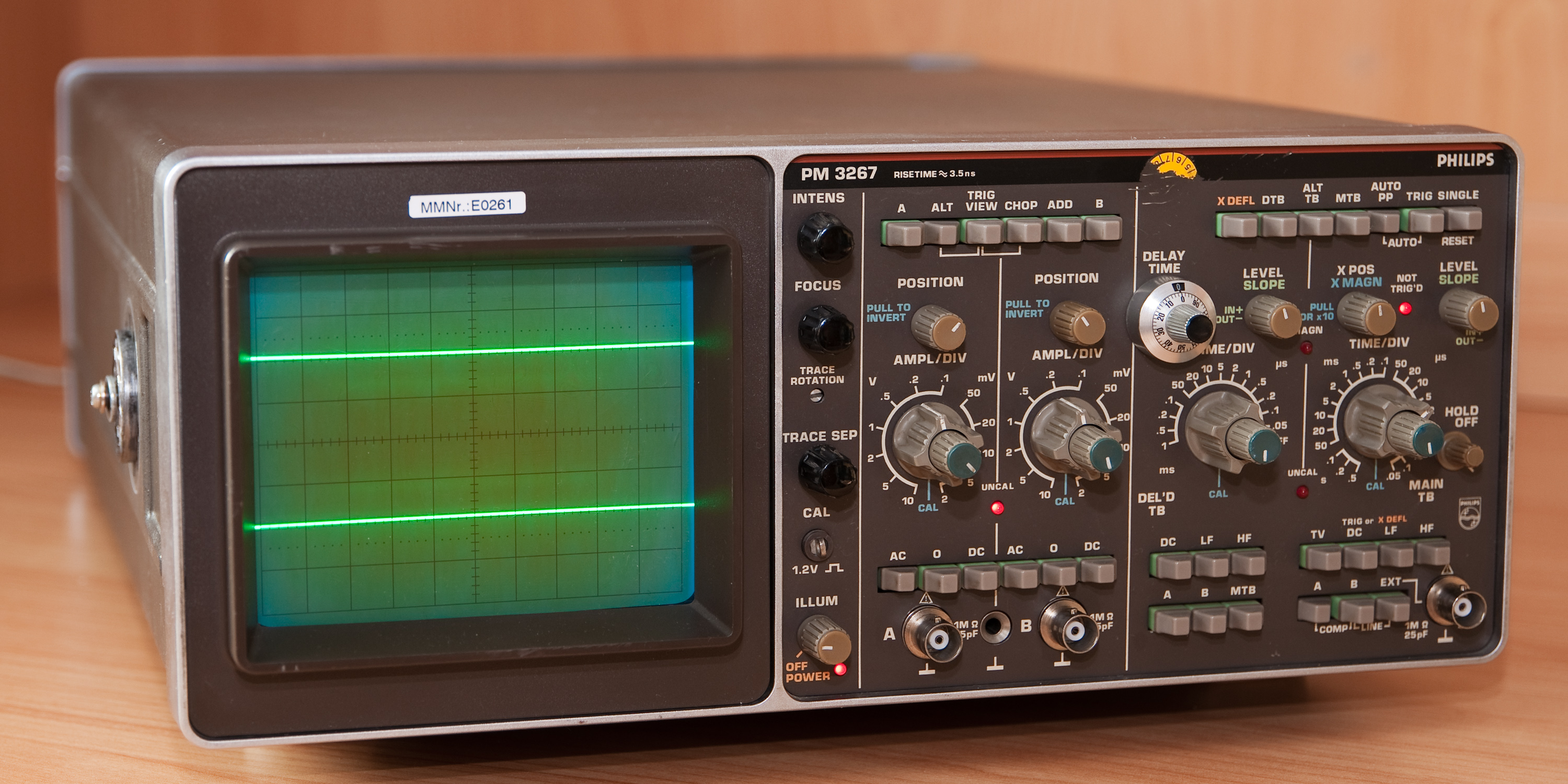
Osciloscópio da Philips

- 1891, Philips é fundada quando o engenheiro físico Gerard Philips junto com seu irmão Anton, com formação comercial, se dispõe a produzir lâmpadas incandescentes na zona de Eindhoven, província de Brabante do Norte nos Países Baixos.[7][8]
- 1918, como o negócio funcionou graças a qualidade de suas lâmpadas e a habilidade comercial de Anton, em poucos anos introduziram um tubo de raios X médico e um serviço de reparação de aparelhos radiográficos: surgindo assim a divisão de sistemas médicos.
- 1925, primeiros experimentos da companhia com a televisão.
- 1927, se inicia a produção de rádios, sistemas combinados e outros pequenos electrodomésticos.
- 1940, quando começou a Segunda Guerra Mundial, as fábricas do país foram destruídas pelos bombardeios realizados pela Luftwaffe. A empresa se instalou na Bélgica, nos Estados Unidos e na Inglaterra.
- 1950, foi fundada a Philips Records.
- 1965, produziu seu primeiro circuito integrado experimental e começou a lançar equipamentos eletrônicos transistorizados.
- 1972 Philips fundou a gravadora PolyGram.
- 1978, introduziu seu primeiro aparelho VHS fabricado no Reino Unido e começou a produzir em massa seus radiogravadores transistorizados.
- 1983, fruto do trabalho conjunto com a Sony, lançou o CD (compact disc).[7]
- 1995, o DVD, desenvolvido pela Philips em conjunção com a Sony e a Toshiba, foi lançado.
- 1998, a Philips Royal Electronics vendeu a gravadora PolyGram para a Seagram, que fundiu a PolyGram com a MCA, formando a Universal Music Group.
- 2001, Philips lançou a cafeteira Senseo.
- 2001, a Philips e a LG iniciaram uma joint venture para produção de monitores LG Philips.
- 2001, a sede da Philips foi transferida de Eindhoven para Amsterdã.
- 2007, a Philips trouxe, para o Brasil, o televisor Aurea, com a nova tecnologia Ambilight Spectra, que aumentava a tela.
- 2007, Philips e GoGear lançaram a linha de MP3 e MP4 players no Brasil.
- 2008, a Philips trouxe para o Brasil a linha de tevês Design Collection.
- 2009, a linha Design Collection passou por mudanças estéticas e ganhou novas funções, como conversor digital e Full HD.
- 2009, entrou em produção a primeira lâmpada com tecnologia LED da Philips. Seu consumo era setenta por cento menor que o das lâmpadas fluorescentes.
- 2010, a Philips introduziu, no mercado, a linha de tevês Image Collection, com tecnologia LED e Ambilight Spectra II.
- 2010, chegou ao mercado a primeira tevê LED 3D da Philips.
- 2010, a Philips comprou a empresa Wheb Sistemas de Blumenau/SC, empresa desenvolvedor do sistema de gestão hospitalar TASY.
- 2011, a Philips renovou sua linha de cafeteiras Senseo, agora com novo design.
- 2012, a Philips vende a marca Senseo para a empresa Sara Lee Corp por €170 milhões.[11]
- 2014, Philips vende seu departamento audiovisual à Gibson Brands, Inc. por € 135 milhões.[12]
- 2014, a Philips compra a empresa estadunidense Volcano Corporation, especializada em tecnologia hospitalar, por US$ 1,2 bilhão.[13]
- 2015, Philips vende o departamento de iluminação a grupo de investidores americanos.[14][15]

## Remodelação estrutural

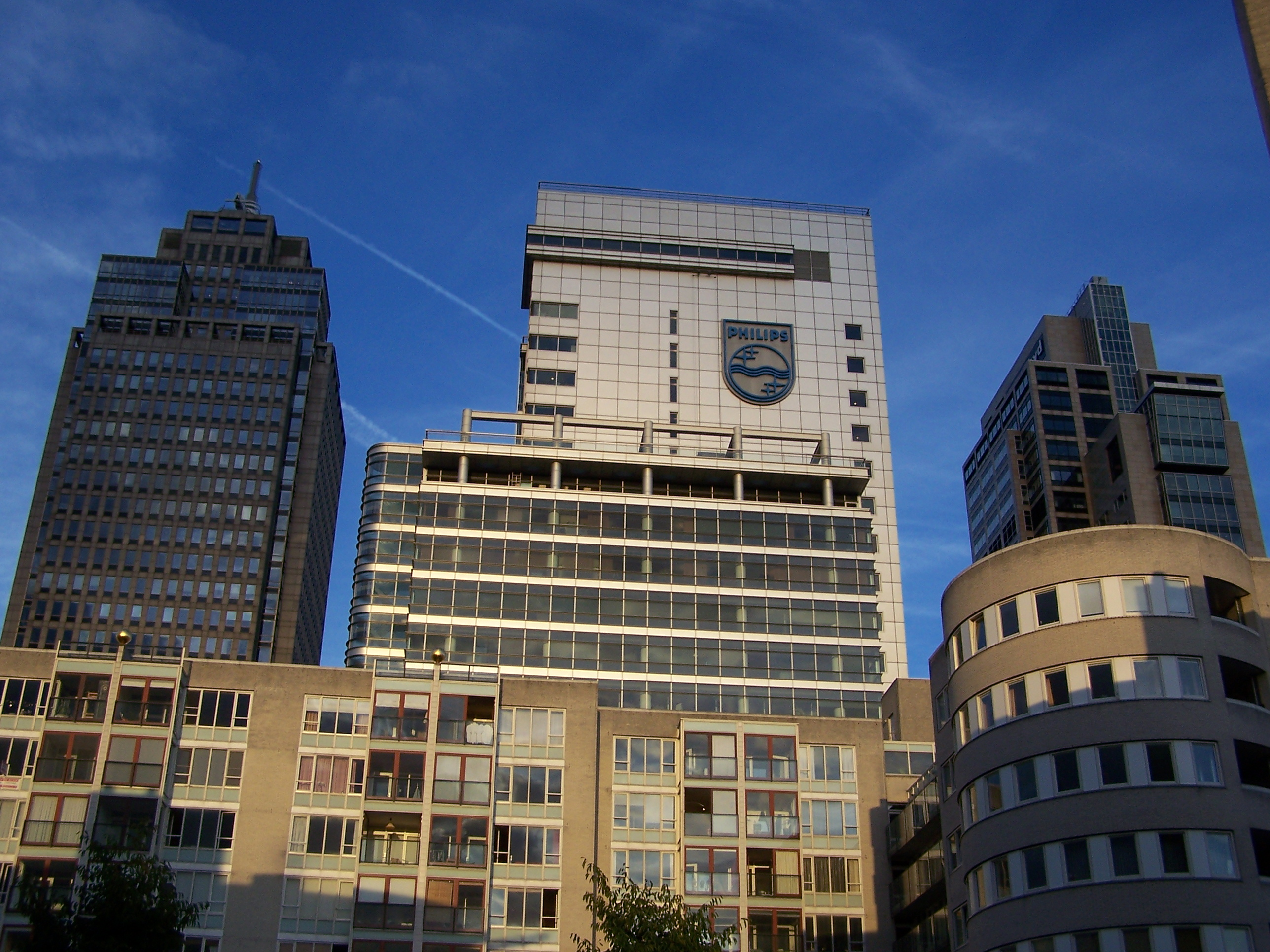
Sede da Philips em Amsterdã, nos Países Baixos.

Em 2014, a Philips anunciou, em comunicado oficial, a venda de todo seu departamento responsável pelos produtos relacionados a áudio, vídeo, multimídia e acessórios para a Gibson Brands, Inc. pelo valor de € 135 milhões, além de algumas taxas de licença enquanto utilizar a marca Philips.
Com a venda, a Gibson assume a fabricação e distribuição de todos os produtos voltados à audiovisual e acessórios, como fones de ouvido, Home theater, DVD/Blu-ray players, caixas de som, pilhas, bem como a linha GoGear, antes fabricados pela Philips.
Em 2016, em novo comunicado oficial, a Philips anuncia a venda do restante de sua participação no departamento de iluminação para o grupo estadunidense Apollo Global Management.
Com as vendas dos referidos departamentos, a empresa se remodela estruturalmente passando a focar apenas em produtos voltados ao bem-estar e tecnologia médica.

## CEOs

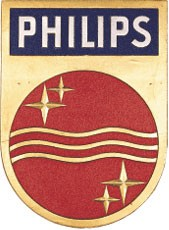
Logo antigo da empresa

- 1891-1922: Gerard Philips
- 1922-1939: Anton Philips
- 1939-1961: Frans Otten
- 1961-1971: Frits Philips
- 1971-1977: Henk van Riemsdijk
- 1977-1981: Nico Rodenburg
- 1982-1986: Wisse Dekker
- 1986-1990: Cornelis Van der Klugt
- 1990-1996: Jan Timmer
- 1996-2001: Cor Boonstra
- 2001-2011: Gerard Kleisterlee
- 2011-2022: Frans van Houten
- 2022-presente: Roy Jakobs

## Pesquisa

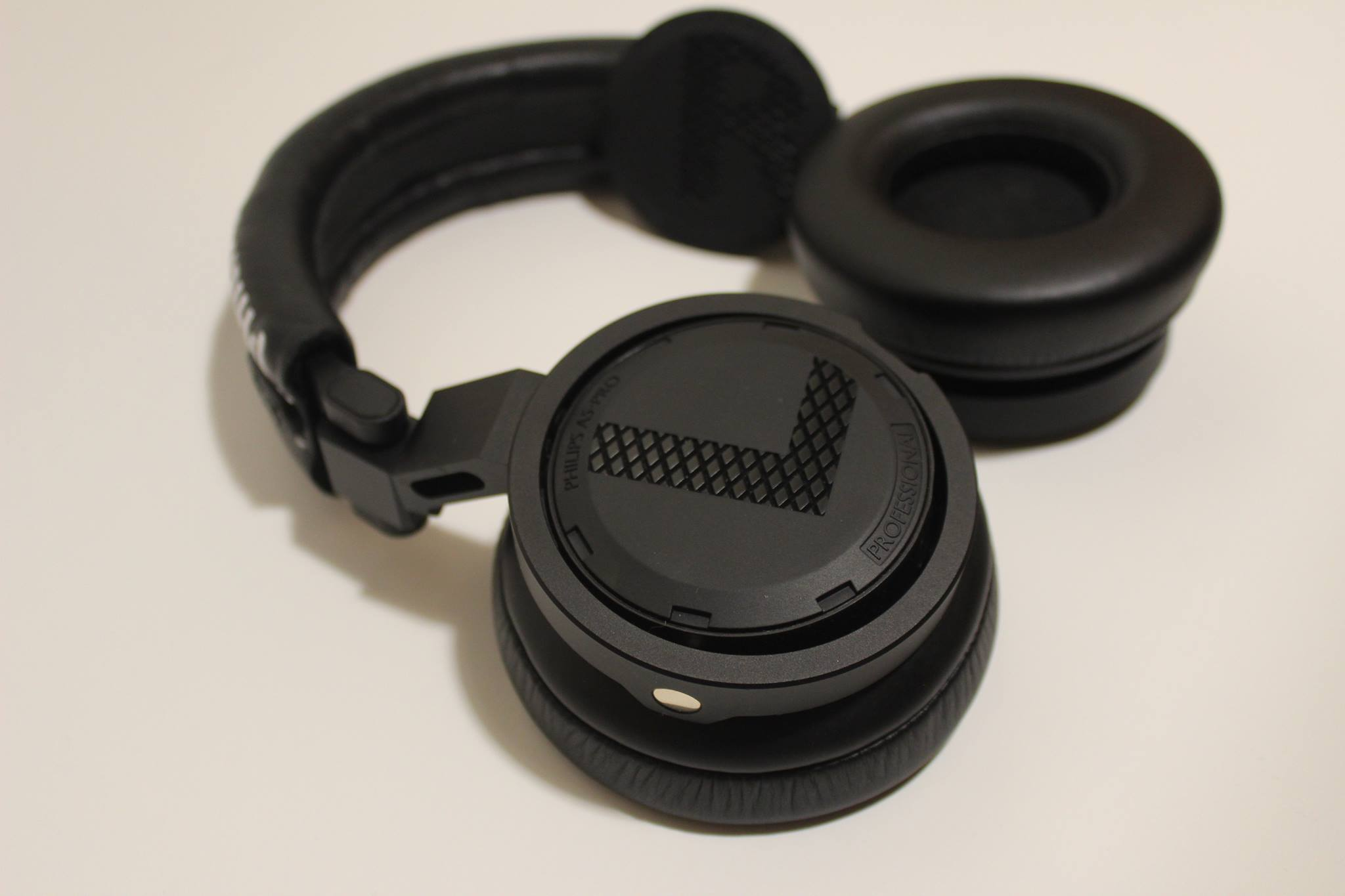
Fone de ouvido Philips.

Fundada em Eindhoven, nos Países Baixos, em 1914, a Philips Research é, hoje, uma das maiores organizações mundiais privadas de pesquisa e investigação, com laboratórios nos Países Baixos, na Bélgica, na Inglaterra, na Alemanha, nos Estados Unidos, na China e na Índia, empregando 2 100 profissionais.
A sua pesquisa está centrada nas áreas estratégicas da Philips: cuidados com a saúde, estilo de vida e tecnologia.

## Patrocínio

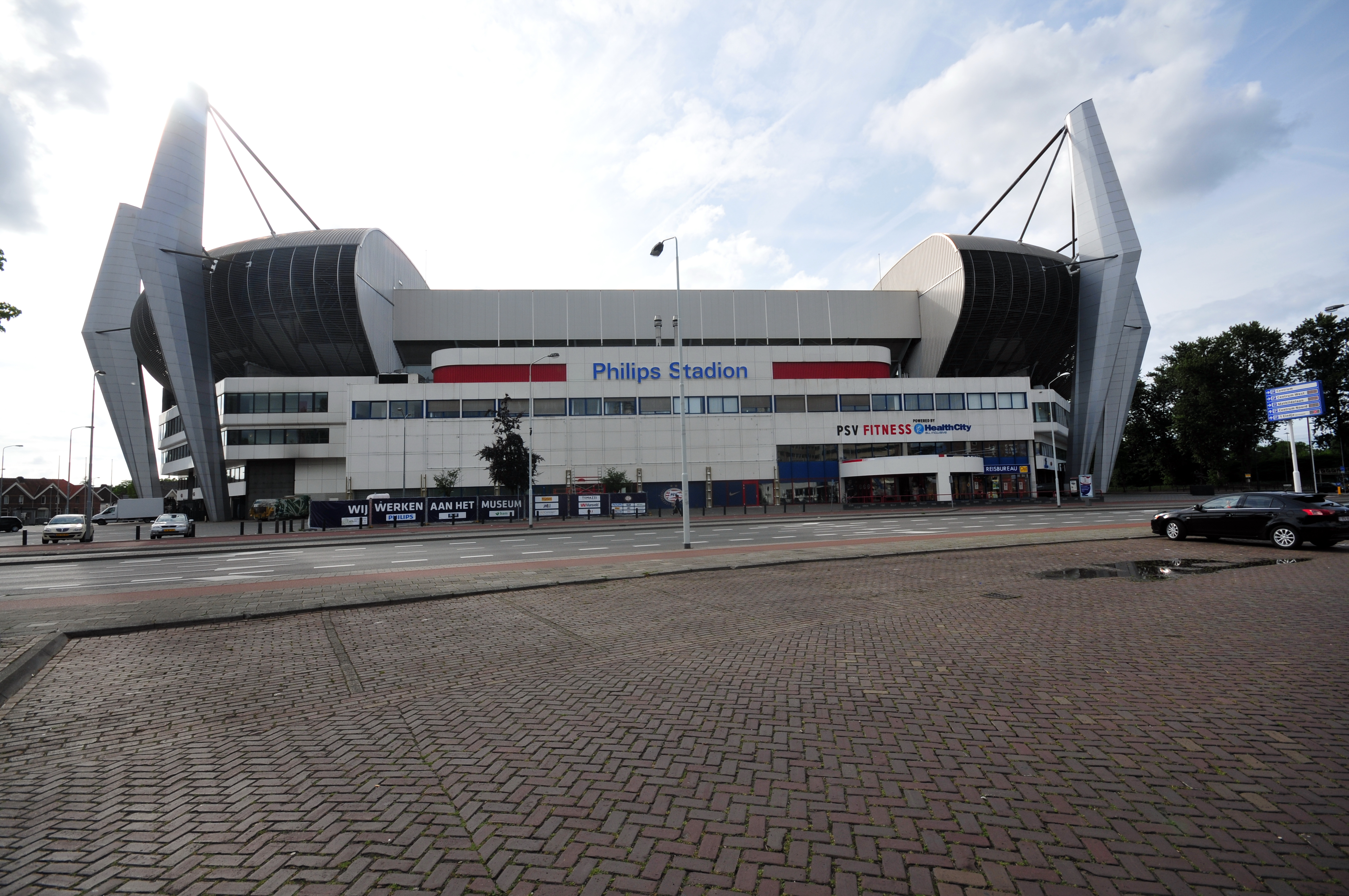
Philips Stadion, em Eindhoven, Países Baixos.

A empresa sempre esteve associada ao time de futebol holandês PSV Eindhoven, uma vez que o clube se originou como um time de funcionários da empresa. O patrocínio da empresa ao clube foi um dos mais longevos da história do futebol, 34 anos (1982 - 2016).

### Philips Stadion
A empresa detém os direitos de nome do estádio de futebol do PSV Eindhoven, o Philips Stadion.

### Philips Arena
Localizada em Atlanta, nos Estados Unidos, a Philips Arena é a "casa" do time de basquete Atlanta Hawks. A Philips detém os direitos de nome desde 1999.

### No futebol
No Brasil, a empresa é patrocinadora oficial do Operário desde 2023. Em 2024 renovou com o clube e durará até o fim de 2024.

## Philips do Brasil
A Philips do Brasil é uma subsidiária da Royal Philips Electronics dos Países Baixos e atua no país há mais de cem anos. Foi inaugurada em 28 de Julho de 1924 no Rio de Janeiro para a importação e venda dos produtos Philips fabricados na Holanda, e em 1929 começa a vender receptores de rádio. Na década de 1930 a Philips fabricava lâmpadas e receptores de rádio no Brasil.
A expansão deveu-se à Segunda Guerra Mundial, época em que as indústrias europeias procuravam países neutros para desenvolver novas tecnologias. Após a guerra, a Philips teve grande expansão industrial no Brasil e foi um dos primeiros grupos a se estabelecer na Zona Franca de Manaus. Na década de 1970, a Philips Records era uma das mais importantes indústrias fonográficas brasileiras.

### Philips-Inbelsa

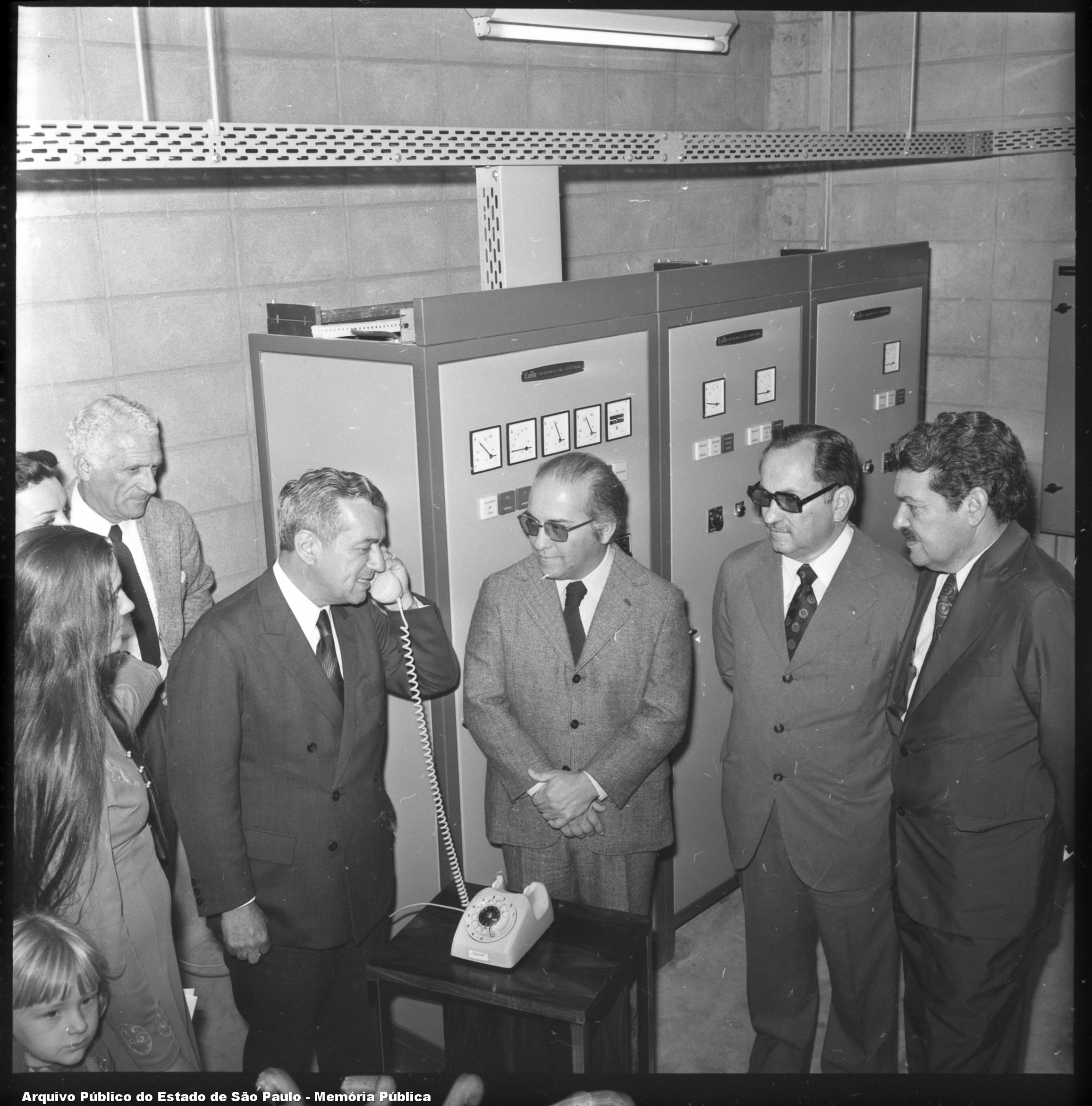
Central telefônica UDK fabricada pela Philips-Inbelsa sendo inaugurada pela COTESP (1974).

Sentindo a necessidade da implantação da indústria de telecomunicações no Brasil, foi fundada em 1933 por Roberto Simonsen e mais um grupo de pioneiros a Cacique - Indústria Paulista de Eletricidade. Dez anos mais tarde a empresa firmava um acordo com a Philips para produzir no Brasil equipamentos especializados para fins diversos, mudando seu nome para Indústria Brasileira de Eletricidade S.A. (INBELSA), que tornou-se anos mais tarde uma divisão da Philips do Brasil.
Dentre diversos setores, foi nas telecomunicações que mais se evidenciou as atividades da empresa, sendo pioneira por várias vezes no país:
- Em 1974 a Philips-Inbelsa forneceu para a Companhia de Telecomunicações do Estado de São Paulo (COTESP) centrais telefônicas do tipo UDK, cujas características principais eram o seu custo econômico e a facilidade de instalação a curto prazo, que proporcionavam solução rápida à problemas de comunicação em locais de baixa densidade populacional, sendo uma novidade na época[31]
- Entre 1976 e 1977 também forneceu centrais telefônicas UDK para a Telecomunicações de São Paulo (TELESP)[32]
- Em 27 de outubro de 1975 foi inaugurado na cidade de Mogi das Cruzes o primeiro sistema de telefonia rural no Brasil totalmente automático, com equipamento UDK[33]
- Em 01 de dezembro de 1977 foi inaugurada na estação telefônica da Vila Mariana (São Paulo) a primeira central telefônica comandada por computador (CPA) do Brasil, com equipamento do tipo PRX fornecido pela Philips-Inbelsa[34][35][36]

### Atualmente
A subsidiária brasileira atua com a marca Walita, que é a divisão da Philips para produtos eletroportáteis, tais como liquidificadores, batedeiras, espremedores de frutas, etc.
Em 2018 uma investigação da Polícia Federal do Brasil revelou que entidades da empresa relacionadas aos produtos médicos participaram durante o período de 1996 a 2017 de um esquema batizado de "clube do pregão internacional", incluindo outras empresas, com o objetivo de acumular vantagens ilícitas através do pagamento de propinas à classe política fluminense condenada no país.